# Свети Власије
Свети Власије (Свештеномученик Власије, у Дубровнику га зову Свети Влахо) био је хришћански епископ Севастије, крајем 3. и почетком 4. века.
Родом је из области Кападокијске. Богобојажљив и кротак из раног детињства. Због својих великих врлина изабран за епископа града Севастије. Беше Власије велико духовно и морално светило у том незнабожачком граду. У време тешког гоњења хришћана, Свети Власије храбраше своју паству и посећиваше мученике Христове у тамницама, међу којима нарочито истакнут беше славни Јевстратије. Када град Севастија оста сасвим без хришћана — једни изгибоше, други избегоше — тада се старац Власије повуче у планину Аргеос, и тамо се настани у једној пештери. Дивљи зверови познавши светог човека, прибише се око њега, и он их нежно миловаше. Но гонитељи нађоше светитеља у том скривеном месту и поведоше га на суд. Уз пут Власије исцели једнога дечка, коме беше застала кост у грлу; и на жалбу неке бедне удовице, да јој вук уграбио беше прасе, учини силом своје молитве, те јој вук врати прасе. Мрачне судије га жестоко мучише, бише и стругаше. Својом непоколебљивошћу у вери Христовој, Власије обрати многе незнабошце у веру. Седам жена и два детета тамноваху заједно с њим. Жене бише најпре посечене, потом и дивни Власије са она два детета. Пострада 316. године.
Српска православна црква слави га 11. фебруара по старом црквеном, односно 24. фебруара по грегоријанском календару.